# James Watt
James Watt (født 19. januar 1736 i Greenock, Skotland, død 19. august 1819) var en skotsk opfinder og maskiningeniør, hvis videreudvikling af Thomas Newcomens dampmaskine var en af de grundlæggende forudsætninger for den industrielle revolution.
Ved hjælp af en separat kondensator kunne dampen udnyttes mere effektivt. Det var vigtigt for at kunne bruge dampmaskiner i fabrikkerne. Snart blev Watts maskine brugt til at pumpe vand ud af gruber, den drev maskiner i bomuldsfabrikkerne, og efter hvert blev den også brugt til at drive skibe. Watt forbedrede dampmaskinen yderligere da han opfandt stempeldampmaskinen, og det var ham som først indførte begrebet hestekraft. I tillæg lavede han verdens første kopimaskine. Ligeledes var James Watt en vigtig person for England. Da England gennemgik den industrielle revolution, for hans opfindelse af dampmaskinen gjorde netop, at der skete en del ændringer i måden at producere, arbejde, sælge og transportere sig på. Selv mennesket begyndte at bo anderledes, og bedre.